# Paschbergbrücke

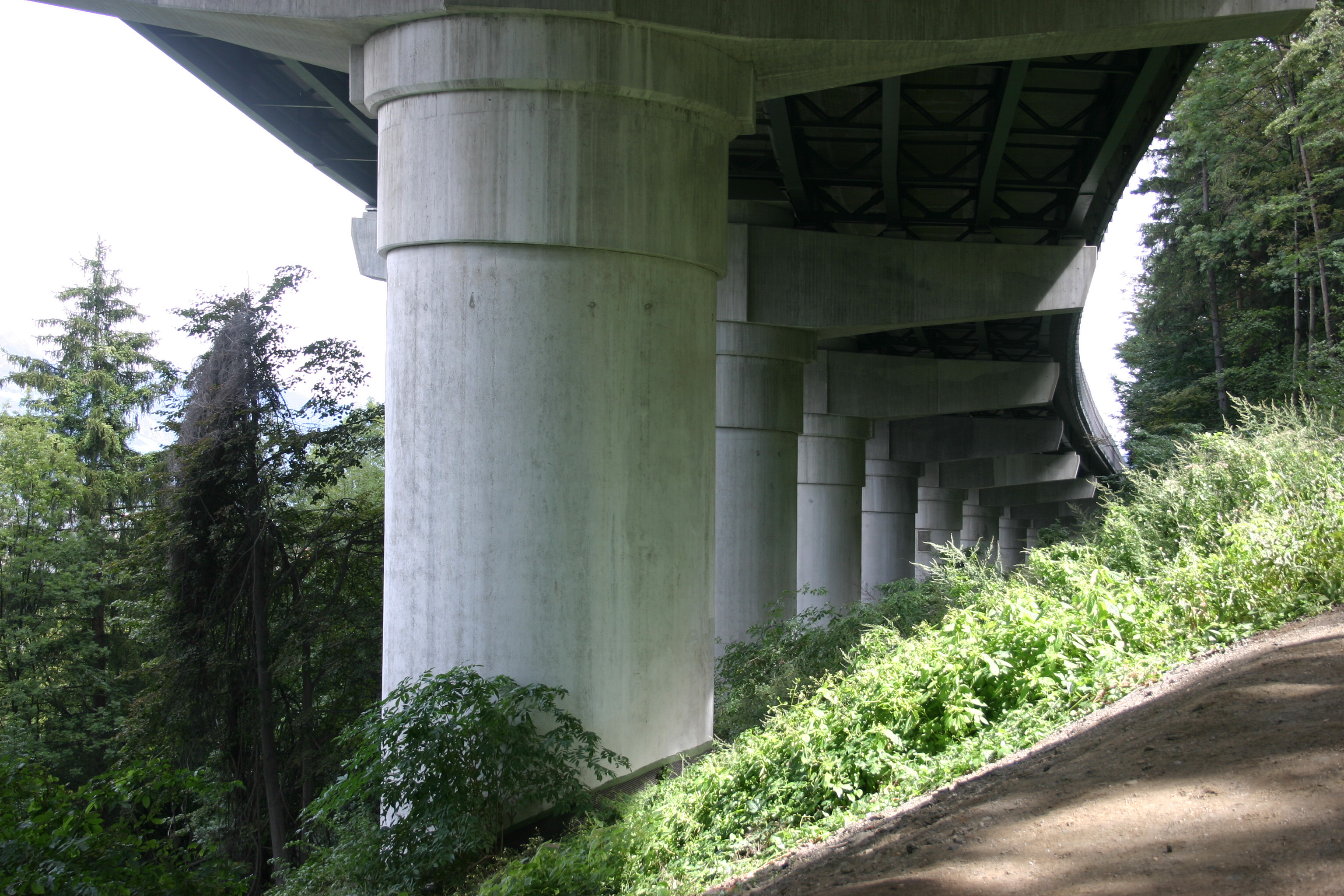
Paschbergbrücke

Die Paschbergbrücke der Brenner Autobahn ist eine Hangbrücke entlang des Paschbergs südlich von Innsbruck. Ursprünglich als Pilzpfeilerkonstruktion mit eingehängten Platten (Gerberträger) errichtet, wurde sie von 1998 bis 2000 saniert und mit durchlaufenden Stahlträgern unterfangen.
Die Brennerautobahn sollte ursprünglich in einem Tunnel durch den Paschberg geführt werden. Gelinder Widerstand der Bevölkerung, die niedrigeren Errichtungskosten und der beeindruckende Blick von dieser Trasse auf Innsbruck führten zur Favorisierung der Brücke. Mittlerweile ist diese jedoch auf einem Großteil ihrer Länge mit Lärmschutzwänden eingehaust, da die Brücke durch ihre prominente Anordnung die südlichen Teile Innsbrucks starken Emissionen aussetzt.